# Liste der Monuments historiques in Angrie
Die Liste der Monuments historiques in Angrie führt die Monuments historiques in der französischen Gemeinde Angrie auf.

## Liste der Bauwerke
| Bezeichnung              | Beschreibung                          | Standort           | Kennzeichnung | Schutzstatus | Datum | Bild           |
| ------------------------ | ------------------------------------- | ------------------ | ------------- | ------------ | ----- | -------------- |
| Kalkofen                 | Erbaut 1830                           | La Veurière (Lage) | PA00108943    | Inscrit      | 1980  | weitere Bilder |
| Manoir de la Gâchetière  | Herrenhaus, erbaut im 17. Jahrhundert | (Lage)             | PA00108944    | Inscrit      | 1981  |                |
| Kalkfabrik Saint-Pierre  | Erbaut 1866                           | (Lage)             | PA49000060    | Inscrit      | 2006  | weitere Bilder |
| Windmühle Le Moulin Neuf | Erbaut 1870                           | (Lage)             | PA00108945    | Inscrit      | 1975  | weitere Bilder |
| Château d’Angrie         | Erbaut im 19. Jahrhundert             | (Lage)             | PA49000071    | Classé       | 2008  |                |

## Liste der Objekte
- Monuments historiques (Objekte) in Angrie in der Base Palissy des französischen Kultusministeriums